# Maria Gruchlikowa
Maria Gruchlikowa (ur. 15 sierpnia 1892 w Ligocie, zm. 1987) – polska działaczka społeczna na Górnym Śląsku, posłanka na Sejm Śląski II kadencji.

## Życiorys
Urodziła się 15 sierpnia w 1892 w Ligocie. Skończyła Szkołę Ludową. W 1921 założyła Koło Towarzystwa Kobiet w Ligocie.
Była bliską współpracownicą Elżbiety Korfantowej. Pracowała w sekretariacie kierowanego przez nią Katolickiego Towarzystwa Polek w Katowicach przy ul. Sobieskiego 11. jako referentka. Była członkinią Zarządu Głównego Koła Towarzystwa Polek.
W 1929 roku kandydowała w wyborach do Rady Miasta Katowic, jednak nie została wówczas wybrana. W 1930 roku z listy katolickiego Bloku Ludowego (Chrześcijańskiej Demokracji) została wybrana Sejmu Śląskiego II kadencji (maj 1930–wrzesień 1930). Była jedną z dwóch kobiet na 48 posłów. Pomimo własnych osiągnięć i aktywności do karty sejmowej w rubryce zawód wpisała: „zamężna”.
W 1931 po rezygnacji Maksymiliana Małuszki zajęła jego miejsce w katowickiej Radzie Miasta.
W 1935 roku została wybrana do Rady Miejskiej w Katowicach jako jedna z 4 kobiet na 60 radnych. Tę funkcję sprawowała do 1939 roku. 

## Upamiętnienie
Gruchlikowa jest jedną z bohaterek filmu 5 kobiet Sejmu Śląskiego – fabularyzowanego dokumentu według pomysłu Małgorzaty Tkacz-Janik, w reżyserii Macieja Marmoli oraz Kamila Niesłonego. Jest jedną z 30 bohaterek wystawy „60 na 100. SĄSIADKI. Głosem Kobiet o powstaniach śląskich i plebiscycie” powstałej w 2019 i opowiadającej o roli kobiet w śląskich zrywach powstańczych i akcji plebiscytowej. Koncepcję wystawy, scenariusz i materiały przygotowała Małgorzata Tkacz-Janik, a grafiki Marta Frej.